# Erophylla sezekorni
Erophylla sezekorni је врста слепог миша из породице Phyllostomidae.

## Распрострањење
Ареал врсте је ограничен на мањи број држава. Врста је присутна у Куби, Кајманским острвима, Јамајци и Бахамским острвима.

## Станиште
Врста је присутна на подручју острва Куба.

## Угроженост
Ова врста је наведена као последња брига, јер има широко распрострањење и честа је врста.